# VFL Grand Final 1989
De VFL Grand Final 1989 was een Australian football wedstrijd tussen de Hawthorn Football Club en de Geelong Football Club. De wedstrijd werd gespeeld in de Melbourne Cricket Ground (MCG) in Melbourne op 30 september 1989. Het was de drieënnegentigste jaarlijkse Grand Final van de Victorian Football League (VFL), gehouden om de premiers te bepalen van het seizoen VFL 1989. De wedstrijd, bijgewoond door 94.796 toeschouwers, werd gewonnen door Hawthorn Football Club met een marge van 6 punten, waarmee ze hun achtste premiership wonnen. De wedstrijd wordt gezien als een van de beste Grand Finals ooit.